# 2011年夏季世界大学生运动会立陶宛代表团

立陶宛代表团旗帜

2011年夏季世界大学生运动会立陶宛代表团共有110名运动员参赛。

## 奖牌榜
| 名次 | 代表团 | 金牌 | 银牌 | 铜牌 | 总数 |
| ---- | ------ | ---- | ---- | ---- | ---- |
| 13   | 立陶宛 | 5    | 5    | 3    | 13   |

## 奖牌获得者

### 金牌
1. 女子小轮车：里姆塞蒂
2. 男子200米蛙泳：提特尼斯
3. 男子100米蛙泳：吉德留斯-蒂滕尼斯
4. 自行车-女子场地3公里个人追逐赛：谢列伊凯捷
5. 自行车-女子30公里团体计时赛

### 银牌
1. 举重-男子94公斤级：奥里马斯·迪季巴利斯
2. 女子铁饼：森德里尔特
3. 男子100米：里提斯
4. 女子七项全能：维克托瑞佳
5. 女子跳高：艾里妮

### 铜牌
1. 男子小轮车：比克留斯
2. 男子篮球
3. 女子100米：丽娜